# Östgötaloppet
Das Östgötaloppet ist ein schwedisches Straßenradrennen, das seit 1925 jährlich als Eintagesrennen veranstaltet wird.

## Geschichte
Das Rennen Östgötaloppet wurde 1925 begründet und gehört zu den traditionsreichen Eintagesrennen in Schweden. Initiator des Rennens war der Verein „Cykelklubben Hymer“. Es findet in der schwedischen Provinz Östergötlands län statt. Start und Ziel war häufig die Stadt Ljungsbro. 2024 wurde das Rennen als nationale Meisterschaft ausgetragen.

## Palmarès
- 1925  Tryggve Johnsson
- 1926  Olle Karlsson
- 1927  Olle Karlsson
- 1928  Olle Karlsson
- 1929  Bror Johansson
- 1930  Berndt Carlsson
- 1931  Berndt Carlsson
- 1932  Berndt Carlsson
- 1933  Berndt Carlsson
- 1934  Gunnar Bohmar
- 1935  Gunnar Bohmar
- 1936  Gunnar Bohmar
- 1937  Gunnar Bohmar
- 1938  Olle Karlsson
- 1939  Bertil Engberg
- 1940  Sture Gabrielsson
- 1941  Sigvard Pettersson
- 1942  Halle Janemar
- 1943  Börje Karlsson
- 1944  Folke Nordlén
- 1945  Roland Karlsson
- 1946  Halle Janemar
- 1947  Bengt Klevborg
- 1948  Erik Jansson
- 1950  Olle Wänlund
- 1951  Yngve Lundh
- 1952  Allan Carlsson
- 1953  Clarence Carlsson
- 1955  Lars Nordwall
- 1956  Axel Öhgren
- 1957  Lars Nordvall
- 1958  Karl-Ivar Andersson
- 1959  Per-Erik Bergkvist
- 1960  Karl-Ivar Andersson
- 1961  Erik Dickman
- 1962  Bengt Lager
- 1963  Sture Pettersson
- 1965  Bengt Jansson
- 1966  Alf Sundqvist
- 1967  Einar Bjoerklund
- 1968  Bengt Sjöberg
- 1969  Bengt Nilsson
- 1970  Josef Ripfel
- 1971  Sune Wennlöf
- 1972  Curt Söderlund
- 1973  Bernt Johansson
- 1974  Bernt Johansson
- 1975  Mats Mikiver
- 1976  Svein Langholm
- 1977  Lars Ericsson
- 1978  Bernt Scheler
- 1979  Claes Göransson
- 1980  Peter Weberg
- 1981  Håkan Larsson
- 1982  Bengt Asplund
- 1983  Anders Adamsson
- 1985  Mats Haars
- 1986  Agne Wilson
- 1987  Thomas Rask
- 1988  Torbjörn Wallén
- 1989  Niklas Kindåker
- 1991  Krister Kernen
- 1993  Klas Johansson
- 1994  Patrick Serra
- 1995  Dan Kullgren
- 1996  Örjan Gustavsson
- 1997  Stefan Adamsson
- 1998  Örjan Gustavsson
- 1999  Henrik Oldin
- 2000  Johan Lång
- 2001  Jan Mattsson
- 2002  Petter Renäng
- 2003  Mikael Hägg
- 2004  Mikael Segersäll
- 2005  Johan Lindgren
- 2006  Fredrik Ericsson
- 2007  Johan Landström
- 2008  Mattias Westling
- 2009  Jakob Södergrann
- 2010  Christoffer Stevensson
- 2011  Edvin Wilson
- 2012  Jesper Dahlström
- 2013  Jesper Dahlström
- 2014  Jonas Ahlstrand
- 2015  Alexander Gingsjö
- 2016  Alexander Gingsjö
- 2017  Marcus Fåglum Karlsson
- 2018  Hugo Forssell
- 2019  Emil Andersson
- 2020  Edvin Lovidius
- 2021  Marcus Jansson
- 2022  Hugo Forssell
- 2023  Rasmus Mikiver
- 2024  Hugo Forssell
- 2025  Viktor Lychou